# Носов Сергій Павлович
Сергі́й Па́влович Но́сов (3 серпня 1978, с. Олексіївка, Сумського району, Сумської області, Українська РСР, СРСР — 8 травня 2024, с. Лук'янці, Харківська область, Україна) — молодший сержант Збройних Сил України, учасник російсько-української війни, який загинув під час російського вторгнення в Україну.

## Життєпис
Сергій Носов народився 3 серпня 1978 у с. Олексіївка, Сумської області.
У 1985 році пішов до Сумської школи №3. У зв'язку з переїздом батьків, перейшов у школу №6, яку закінчив у 1993 році.
Після школи вступив в СПТУ № 1 м. Суми за спеціальністю слюсар-електрозварник.
Проходив строкову службу у  1997-1998 рр., був звільнений у запас. 
Жив у місті Суми, працював слюсарем у ТОВ "Сумитеплоенерго".
Був членом Національної Організації Скаутів України (НОСУ) та волонтером у Дитячому соціально-педагогічному центрі "Сигнал". У рамках проєктів центру разом зі своїм сином подорожував Україною та представляв скаутів Сумщини.
У березні 2023 року був мобілізований до Збройних Сил України. Боровся проти держави-агресора у складі 67-ої окремої механізованої бригади
У період з квітня по травень 2023 року брав участь у битві за Бахмут, де отримав поранення.
Після завершення лікування був переведений до 125-ї окремої бригади територіальної оборони ЗСУ, де продовжив службу на Харківському напрямку.
8 травня 2024 року ворог розпочав підготовку до стрімкого наступу вздовж усього кордону України на території Харківської області, з метою відсунення Збройних Сил України від займаних позицій.
Внаслідок завданого удару противником по позиціям підрозділу артилерією в районі с. Лук'янці, Харківська область, Сергій Носов отримав смертельні поранення.
16 травня 2024 року похований на Алеї Слави Баранівського кладовища м. Сум.
У Сергія залишився дорослий син

## Нагороди
У жовтні 2024 року відповідно до указу Президента України № №743/2024 Сергію Носову за особисту мужність і самовідданість, виявлені у захисті державного суверенітету та територіальної цілісності України, вірність військовій присязі було посмертно відзначено державною нагородою: орденом «За мужність» III ступеня.